# Diedrich Philipp August Lamprecht
Diedrich Philipp August Lamprecht (* 29. Dezember 1796 in Hamburg; † 27. August 1882 in Bergedorf) war ein deutscher Verwaltungsjurist und Bürgermeister von Bergedorf.

## Leben
Diedrich Philipp August Lamprecht war das dritte Kind des Juristen und Domherrn Paul Daniel Lamprecht und seiner Frau Elisabeth, geb. Meyer. Friedrich Johann Lorenz Meyer war sein Onkel.
Er studierte Rechtswissenschaften und wurde zum Dr. jur. promoviert. 1822/23 unternahm er eine Reise nach Italien. 1838 wurde er Ratsherr in Bergedorf, das damals ein beiderstädtisches Kondominium von Hamburg und Lübeck war (Geschichte Bergedorfs). Am 31. Juli 1848 wurde er aus einem von der Bürgervertretung aufgestellten Wahlvorschlag von der beiderstädtischen Visitationsbehörde zum Bürgermeister ernannt. Schon sein Urgroßvater Heinrich Daniel Lamprecht († 1748) und sein Onkel (?) Philipp Hinrich Lamprecht (1749–1824) hatten dieses Amt inne.
Als Bürgermeister hatte er neben den kommunalen Verwaltungsaufgaben auch das Hypothekenwesen, das Vormundschaftswesen und die Freiwillige Gerichtsbarkeit für  die Stadt Bergedorf auszuüben und hatte in dieser Hinsicht den Status eines Staatsbeamten. Aus diesen hoheitlichen Aufgaben bezog er Sporteln, die ein bedeutender Teil seiner Einnahmen waren.
Mit Vertrag vom 8. August 1867 kaufte die Stadt Hamburg der Stadt Lübeck deren Besitzrechte ab. In Folge des Hamburger Gesetzes zur Neuordnung des Amtes und der Stadt Bergedorf vom 30. Dezember 1872 und des am 15. April 1874 in Kraft getretenen Gemeindestatuts für die Stadt Bergedorf wurde ein neuer Bürgermeister gewählt und eingeführt. Danach trat Lamprecht am 17. Oktober in den Ruhestand. Der Hamburger Senat bewilligte ihm 1875 eine Pension und eine einmalige Entschädigungszahlung.

## Erinnerung
An ihn und seine Familie erinnert die Lamprechtstraße in Bergedorf.